# Yorkshire County Cricket Club
Le Yorkshire County Cricket Club, qui représente le comté traditionnel du Yorkshire, est un des dix-huit clubs anglais majeurs qui participent aux compétitions nationales anglaises de cricket. L'équipe première porte le surnom de Yorkshire Vikings pour les matchs à nombre limité de séries. Le Yorkshire est basé à Headingley, à Leeds, et dispute certains matchs à Scarborough.
Le club est au centre d'une controverse en 2021, étant soupçonné d'avoir discriminé les personnes d'origine asiatique.

## Palmarès
- County Championship (30) : 1893, 1896, 1898, 1900, 1901, 1902, 1905, 1908, 1912, 1919, 1922, 1923, 1924, 1925, 1931, 1932, 1933, 1935, 1937, 1938, 1939, 1946, 1959, 1960, 1962, 1963, 1966, 1967, 1968, 2001, 2014, 2015, titre partagé (1) : 1949.
- Gillette Cup, NatWest Trophy, C&G Trophy, Friends Provident Trophy (3) : 1965, 1969, 2002.
- Sunday League, National League (3) : 1965, 1969, 2002.
- Benson & Hedges Cup (1) : 1987.
- National League (1) : 1983.

Le Yorkshire n'a encore jamais remporté la Twenty20 Cup.

## Joueurs célèbres
- Lord Hawke
- Herbert Sutcliffe
- Wilfred Rhodes
- Hedley Verity
- Len Hutton
- Bob Appleyard
- Brian Close
- Fred Trueman
- Ray Illingworth
- David Bairstow
- Geoffrey Boycott
- Michael Vaughan
- Darren Gough
- Craig White
- Matthew Hoggard
- Darren Lehmann
- Tim Bresnan